# Dedicatoria (película)
Dedicatoria es un drama dirigido por Jaime Chávarri y protagonizada por Amparo Muñoz y José Luis Gómez. La película estuvo nominada a la Palma de Oro en el Festival de Cannes

## Sinopsis
Tras darse cuenta de que no está enamorado de su mujer, un periodista entabla una relación sentimental con la hija de un preso al que tiene que entrevistar. Poco después, este se suicida confesando sus motivos en una cinta magnetofónica.

## Reparto
| Intérprete          | Personaje      |
| ------------------- | -------------- |
| José Luis Gómez     | Juan Oribe     |
| Amparo Muñoz        | Clara          |
| Patricia Adriani    | Carmen         |
| Luis Politti        | Luis Falcón    |
| Francisco Casares   | Paco           |
| Juan Jesús Valverde |                |
| Hélène Peychayrand  | Aurora         |
| Claude Legros       | Donato Estévez |
| Marie Mansart       | Josefina       |
| María Amezua        | Chica del bar  |